# 韋尼奧夫區

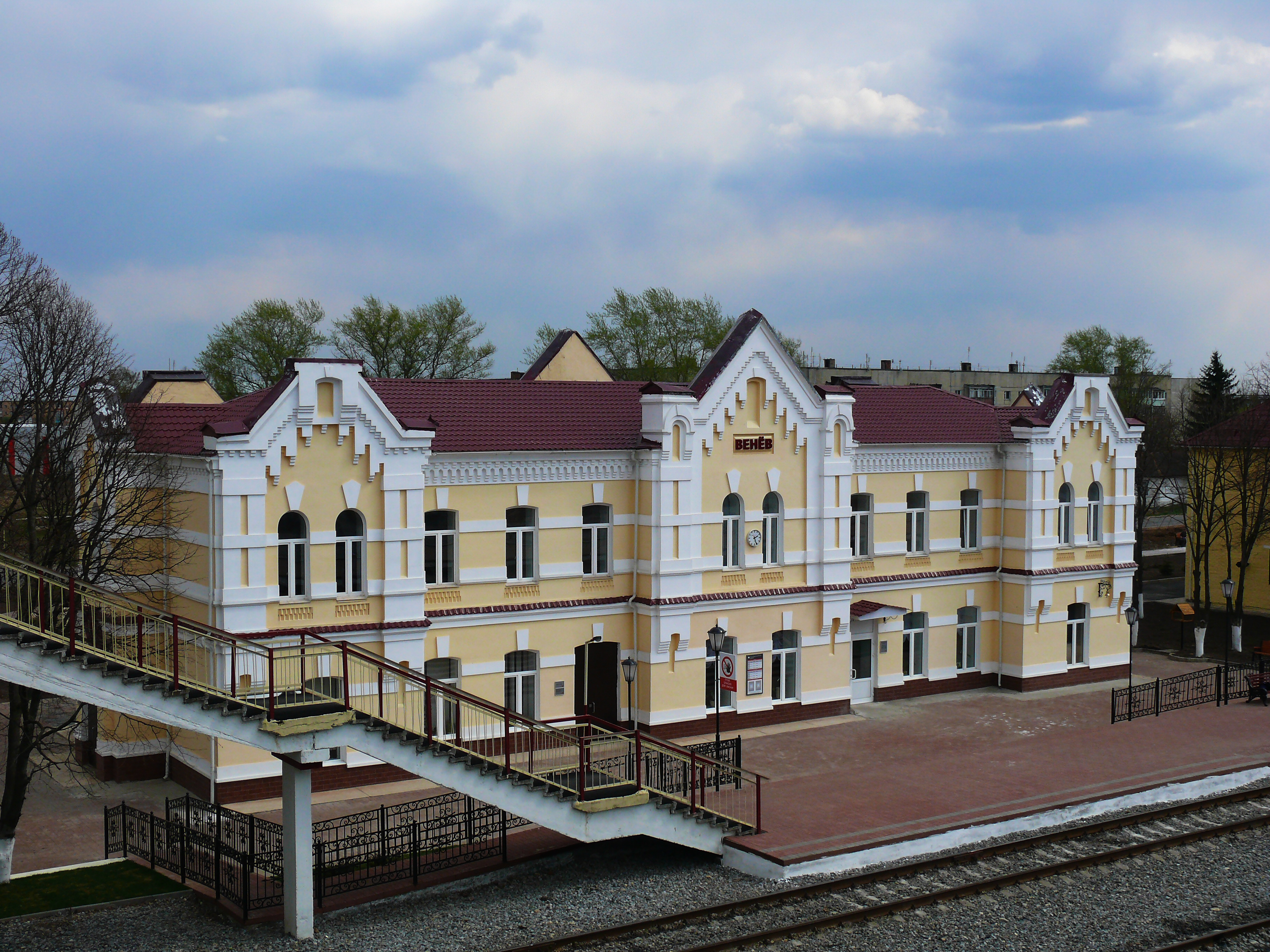

54°21′N 38°16′E / 54.350°N 38.267°E
韋尼奧夫區（俄语：Венёвский район），是俄羅斯的一個區，位於該國西部，由圖拉州負責管轄，面積1,620平方公里，2010年該區人口33,940，人口密度每平方公里20.95人。